# Martin Werding

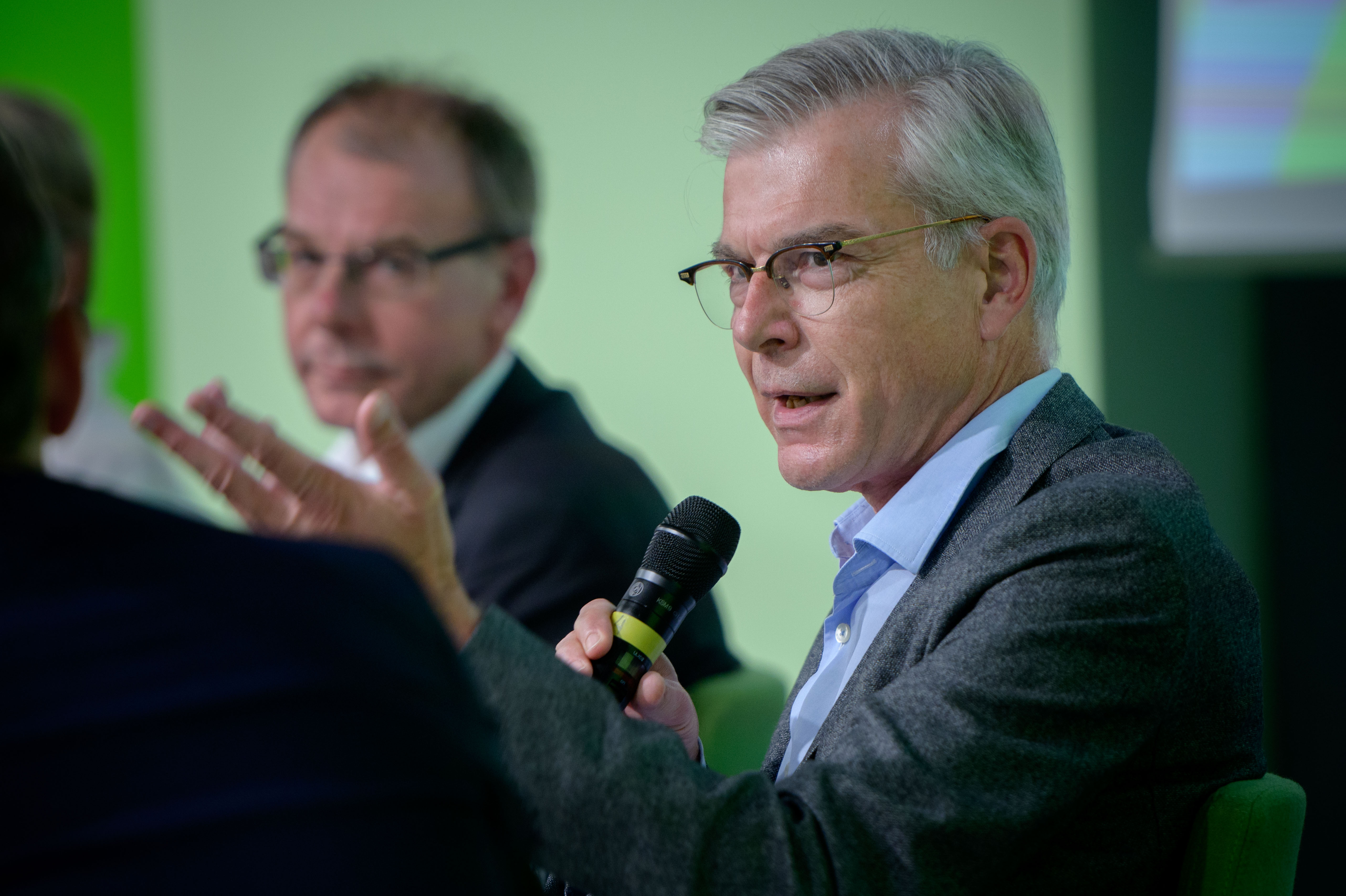
Martin Werding, 2022

Martin Werding (* 23. März 1964 in Leverkusen) ist ein deutscher Professor für Sozialpolitik und öffentliche Finanzen an der Ruhr-Universität Bochum.
Er studierte Philosophie (M.A. 1989) und Volkswirtschaftslehre an der Ludwig-Maximilians-Universität München und an der Universität Passau (Dipl.-Volksw. 1991). Währenddessen schloss er eine Journalistenausbildung am Institut zur Förderung des publizistischen Nachwuchses (heute: Katholische Journalistenschule) ab. Nach seinem Studium war Werding von 1992 bis 1999 Wissenschaftlicher Mitarbeiter an den Lehrstühlen für Wirtschafts- und Sozialpolitik sowie für Finanzwissenschaft in Passau (Dr. rer. pol. 1997, Habilitation 2008).
2000 bis 2008 leitete er am Münchner ifo Institut für Wirtschaftsforschung den Bereich Sozialpolitik und Arbeitsmärkte. 2007 hatte er eine Gastprofessur an der Hitotsubashi-Universität in Tokio. Seit seiner Habilitation im Jahr 2008 ist er Professor für Sozialpolitik und öffentliche Finanzen an der Ruhr-Universität Bochum.
Seine Forschungsschwerpunkte sind Öffentliche Finanzen, Sozialpolitik (Alterssicherung und Familienpolitik), Bevölkerungsökonomie (Fertilität und Migration) und Arbeitsmarktpolitik.
Martin Werding ist seit 2016 Mitglied der Akademie der Wissenschaften und der Literatur Mainz.
Im Jahr 2021 stellte Martin Werding zusammen mit Johannes Vogel und Christian Dürr auf der Bundespressekonferenz eine Studie zum Konzept der Aktienrente der FDP vor. Diese Studie ist durch Martin Werding und Benjamin Läpple im Auftrag der FDP-Fraktion im Deutschen Bundestag entstanden.
Im August 2022 hat die Bundesregierung entschieden, Werding auf Vorschlag der Arbeitgeber in den Sachverständigenrat zur Begutachtung der gesamtwirtschaftlichen Entwicklung zu berufen.